# Phyllodactylus microphyllus
Phyllodactylus microphyllus (листопалий гекон центральний) — вид геконоподібних ящірок родини Phyllodactylidae. Ендемік Перу.

## Поширення і екологія
Phyllodactylus microphyllus поширені на тихоокеанському узбережжі Перу, від округа Лос-Органос в регіоні П'юра до округа Серро-Азул в регіоні Ліма, у вузькій прибережній смузі довжиною 1150 км, не далі, ніж за 1 км від узбережжя, а також на прибережних острівцях. Лише в пустелі Сечура на північному заході Перу це вид зустрічається дещо далі від узбережжя. Phyllodactylus microphyllus живуть в прибережних пустелях та на піщаних і галькових пляжах.
Самиці цього виду відкладають лише одне яйце.